# Autostrada A5
La Autostrada A5 (también conocida como Autostrada della Valle d'Aosta o Autoroute de la Vallée d'Aoste en francés) es una autopista italiana que conecta Turín con el Túnel del Mont Blanc, pasando por Ivrea y el Valle de Aosta. Tiene 140 km de largo.
La importancia del trazado es doble: por un lado, turística (por el acceso que ofrece a las principales localidades de esquí), y por otro lado, logística (por ser uno de los enlaces principales hacia Francia y Suiza).
La gestión del primer tramo, de Turín a Quincinetto y al enlace de Santhià corre a cargo de la empresa Ativa, que administra 75 kilómetros y siete accesos (Settimo Torinese, Volpiano, San Giorgio Canavese, Scarmagno, Ivrea, Quincinetto y, en el enlace, Albiano). El tramo Quincinetto-Aosta, de 59,5 km de longitud, está bajo gestión de la SAV SpA, con 5 accesos (Pont-Saint-Martin, Verrès, Châtillon/Saint-Vincent, Nus y Aosta).  
El último tramo, de Aosta a la frontera, lo gestiona la RAV SpA-Raccordo Autostradale Valle d'Aosta s.p.a, empresa que forma parte del Gruppo Autostrade per l'Italia. El último acceso en territorio italiano es el de Courmayeur.  
Después del túnel, la autopista se integra en la red francesa de autopistas, pasando a ser la Autoroute A40.

Trazado de la A5